# شينيتشي نيمورا
شينيتشي نيمورا (باليابانية: 新村 真一) (20 أبريل 1976 في شيزوكا في اليابان – )؛ هو لاعب كرة قدم سابق كان يلعب كمدافع.